# Trijuba oculata
Trijuba oculata är en insektsart som först beskrevs av Charles Kimberlin Brain 1920.  Trijuba oculata ingår i släktet Trijuba och familjen skålsköldlöss. Inga underarter finns listade i Catalogue of Life.